# Sindicat Agrícola (Constantí)
El Sindicat Agrícola és una obra noucentista de Constantí (Tarragonès) protegida com a Bé Cultural d'Interès Local.

## Descripció
El sindicat agrícola està compost per un edifici de planta baixa i pis. És situat davant de l'Ajuntament al carrer Major. Fou bastit l'any 1914.

## Història
A partir de la llei reguladora de l'associacionisme agrari de 1906 es construí el Sindicat Agrícola i Caixa Rural l'any 1914, que tenia la seu al carrer Major, 18 amb la participació de 87 socis fundadors que avalaren, amb el seu patrimoni, el sindicat agrícola reformista. El sindicat assumí una tasca cultural, amb obres musicals i representacions dramàtiques.